# Tachicardia ventricolare idiopatica
In medicina la tachicardia ventricolare idiopatica è un disturbo del ritmo cardiaco. Si parla di tachicardia ventricolare per indicare un'aritmia cardiaca ad origine dai ventricoli, di almeno quattro battiti e con frequenza maggiore o uguale a 120 battiti per minuto (bpm). Circa il 10% delle tachicardie ventricolari (TV) sono considerate idiopatiche, cioè presenti in cuori senza malattie strutturali evidenziabili e senza sindromi ereditarie (le canalopatie, ossia la sindrome di Brugada, la sindrome del QT lungo, la sindrome del QT breve, la tachicardia ventricolare polimorfa catecolaminergica e la sindrome da ripolarizzazione precoce).
La diagnosi è quindi di esclusione e può essere intuita dalle caratteristiche elettrocardiografiche e cliniche dell'aritmia. Tuttavia, in qualche caso, in assenza di anomalie dell'ecocardiogramma e della coronarografia, la risonanza magnetica del cuore può rivelare delle alterazioni strutturali minori.
In generale la prognosi è eccellente rispetto alle TV associate a cardiopatie strutturali o a canalopatie ereditarie. La sincope è molto rara. La gravità clinica può dipendere dalla durata degli intervalli RR (frequenza) e da intervalli di accoppiamento molto brevi, che possono condurre a instabilità emodinamica o a desincronizzazione in fibrillazione ventricolare. La morte improvvisa è molto rara.
Le forme ripetitive e incessanti possono dare origine a una cardiomiopatia dilatativa tachicardia-mediata, di solito reversibile con la scomparsa dell'aritmia.

## Classificazione
Le tachicardie ventricolari idiopatiche (TVI) sono state classificate secondo diversi criteri:
- monomorfe o polimorfe[3]
- sito di origine: ventricolo destro (VD) o ventricolo sinistro (VS). I foci possono essere presenti tipicamente nel tratto di efflusso del ventricolo destro, nel tratto di efflusso del ventricolo sinistro, vicino all'anulus tricuspidale o mitralico, nell'arteria polmonare, nelle cuspidi aortiche, nelle regioni epicardiche perivascolari. Il 60-80% delle TVI insorge dal ventricolo destro
- morfologia dell'elettrocardiogramma (ecg): QRS con pattern a blocco di branca destra (BBD) o a blocco di branca sinistra (BBS)
- risposta agli agenti farmacologici: TV sensibili all'adenosina e TV sensibili al verapamil (alcuni autori anche TV sensibili al propranololo)
- presentazione dell'aritmia: salve di TV non sostenute, cioè di durata inferiore a 30 s (ripetitive o incessanti), o TV sostenute. In genere sono presenti, e possono prevalere, extrasistoli ventricolari con la stessa morfologia della TV durante il ritmo sinusale.

## Tachicardie del tratto di efflusso ventricolare destro e sinistro (adenosina sensibili)
Sono le tachicardie ventricolari idiopatiche più frequenti (60-80% dei casi), in specie quelle ad origine dal ventricolo destro. Quelle ad origine dal tratto di efflusso del ventricolo sinistro sono il 10-15%.

### Clinica
Possono presentarsi:
1. come tachicardie ventricolari sostenute (durata superiore a 30 second) monomorfe, in genere indotte da esercizio o stress emotivi
2. come tachicardie ventricolari monomorfe non sostenute, ripetitive in salve, interrotte da brevi tratti di ritmo sinusale, associate a frequente extrasistolia ventricolare isolata o in coppia della stessa morfologia; in genere insorgono a riposo, nel periodo di recupero dallo sforzo, si riducono durante l'esercizio.

Le due forme cliniche possono sfumare l'una nell'altra, conservando la stessa morfologia del QRS, come è possibile constatare nelle registrazioni prolungate dell'elettrocardiogramma (Holter): spesso si riscontra solo un elevato numero di extrasistoli ventricolari isolate o ripetitive fino a 4-5 battiti con QRS monomorfo. La frequenza è variabile, ma in genere elevata (RR <300 ms).
Le aritmie hanno un andamento erratico, con larghe variazioni di presentazione nel corso del tempo, essendo il meccanismo estremamente sensibile all'influenza autonomica.
Insorgono tra i 30 e 50 anni, sono più frequenti nella donna.
Il paziente può non avvertire nessun sintomo, ma più di frequente riferisce palpitazioni o vertigini, nel 10% dei casi sincope.

### Prognosi
La prognosi è benigna. Nel 5-20% dei casi si ha remissione spontanea dell'aritmia.

### Meccanismo fisiopatologico
Sono probabilmente dovute a "post-depolarizzazioni" tardive e attività triggherata indotte da catecolammine mediante alterata regolazione dell'AMPc-Ca++ intracellulare.

### Elettrofisiologia
Le ectopie ventricolari si verificano entro un range critico di frequenza cardiaca sinusale (ciclo-dipendenza) a conferma dell'esistenza di una finestra critica di insorgenza. E stato dimostrato infatti che esiste una relazione diretta tra l'intervallo di accoppiamento dell'extrastimolo che inizia la tachicardia o della durata del ciclo di pacing e la durata del ciclo del primo battito della tachicardia

### Diagnosi
La diagnosi è di esclusione di cardiopatie strutturali o genetiche. A volte, a dispetto della definizione, possono essere riscontrate alterazioni miocardiche (alla RMN) compatibili con forme minori di displasia aritmogena del ventricolo destro. La diagnostica differenziale è importante per le diverse conseguenze sulla prognosi. Nella displasia aritmogena del ventricolo destro oltre la ricerca delle anomalie strutturali tipiche, sono presenti anomalie dell'elettrocardiogramma basale - T negative nelle precordiali destre, onda epsilon in V1 e V2 - le aritmie spontanee o indotte presentano più morfologie, non sono interrotte dall'adenosina). La diagnosi differenziale deve essere posta inoltre con le altre aritmie con QRS a blocco di branca sinistra: TV da rientro branca-branca, TV da rientro nelle cardiopatie congenite operate, TV post-infarto miocardico ad origine dal setto, tachicardia atrio-ventricolare con conduzione anterograda attraverso via anomala di Kent.

### Aspetto elettrocardiografico
Caratteristico è il monomorfismo per l'insorgenza da un unico focus di cellule miocardiche (la necessità di piccole lesioni da radiofrequenza durante l'ablazione depone per piccole aree di origine dell'aritmia).
La relazione tra aspetto elettrocardiografico di superficie e la sede di origine dell'aritmia non è specifica, anzi spesso vi è sovrapposizione tra le morfologie di aritmie di diversa origine. Ciò è dovuto alla vicinanza anatomica delle varie strutture del ventricolo destro e sinistro e alla loro relazione variabile rispetto alla superficie del torace nei vari individui. La morfologia del QRS comunque permette una prima localizzazione del sito da ablare.
Con la tecnica del pace-mapping in sede di studio endocavitario è stato spesso possibile confermare la relazione tra l'elettrocardiogramma di superficie e il sito di origine dell'aritmia.
Per comprendere l'aspetto dell'elettrocardiogramma si deve tener presente la posizione anatomica relativa dei tratti di efflusso ventricolari: quello destro è orientato diagonalmente da destra a sinistra, dal basso in alto verso il bulbo aortico e il tratto di efflusso sinistro, e dai piani posteriori a quelli anteriori; si trova quindi avanti e verso sinistra rispetto al setto interventricolare. Inoltre si deve tener presente che il tratto di efflusso ventricolare destro  è un infundibulo con pareti muscolari quasi complete che termina nella valvola polmonare. Al contrario il tratto di efflusso ventricolare sinistro ha pareti, per così dire, più virtuali, solo in parte muscolari (il setto interventricolare, che tra l'altro presenta anche una parte membranosa), in parte il confine è rappresentato dal lembo anteriore della mitrale; esso termina con la valvola aortica. Data questa anatomia si comprende come l'aspetto elettrocardiografico della aritmie originanti dal tratto di efflusso destro ha ampia variabilità potendo derivare da pareti di muscolo cardiaco più rappresentate.

#### Tachicardia ad origine dal tratto di efflusso del ventricolo destro
La TV ad origine dal tratto di efflusso del ventricolo destro hanno tipicamente un QRS a blocco di branca sinistra e asse inferiore (o deviato a destra) sul piano frontale. Il complesso di transizione (prima comparsa di R/S >1 nelle precordiali) non compare prima di V3, in genere è in V4  (il valore predittivo della derivazione in cui compare il complesso di transizione, specie se è V3, è basso ai fini della distinzione tra tratto di efflusso ventricolare destro e altre sedi). Comunque l'assenza di R in V1 e un complesso di transizione in V4 o V5 predice bene l'origine destra.
L'origine più frequente è il setto anteriore-superiore, sotto la valvola polmonare: in questo caso sono presenti ampi complessi QRS positivi in II, III e aVF, ampi complessi QRS negativi in aVR e aVL, e tipicamente un QRS multifasico con vettore netto di zero nella derivazione I.
L'origine dalla parete libera del tratto di efflusso destro è indicata da onde RR' o Rr'  in II e III e maggiore durata del QRS (>140 ms), probabilmente perché la fase di attivazione dal miocardio ventricolare destro al sinistro è più lunga.
Se il sito di origine è più spostato verso destra compare un R in I e l'ampiezza del QS aumenta in aVR rispetto ad aVL. Se il sito di origine è spostato verso sinistra l'ampiezza del QS aumenta al contrario in aVL rispetto ad aVR.
Se il sito di origine è più spostato nella parte anteriore del tratto di efflusso destro compare una Q dominante o un qR in I e un complesso QS in aVL. Se il sito di origine è più spostato nella parte posteriore del tratto di efflusso destro compare una R dominante in I e un complesso di transizione più precoce in V3.

#### Tachicardia ad origine dal tratto di efflusso ventricolare sinistro
Le TV ad origine dal tratto di efflusso del ventricolo sinistro hanno, come quelle ad origine destra, un QRS a blocco di branca sinistro e asse inferiore, ma è presente una precoce onda R in V1 o V2 e un complesso di transizione R/S in V1 o V2. Come detto il complesso di transizione in V3 non è specifico. Inoltre è presente una S in I.

#### Tachicardie ad origine dalla valvola polmonare
Le TV ad origine sopra la valvola polmonare presenta complesso di transizione R/S in V2, ampiezza della Q in aVL maggiore che in aVR, QS (o rS) in I, maggiore ampiezza della R nelle derivazioni inferiori (ciò è dovuto al fatto che la valvola polmonare è più alta e a sinistra rispetto al cono di efflusso del ventricolo destro). L'aritmia origina da fibre muscolari rimaste dopo lo sviluppo fetale nello strato avventiziale del tronco dell'arteria polmonare. Danno origine a piccoli potenziali rapidi registrabili in quella sede prima dei potenziali ventricolari durante la TV e a potenziali diastolici lenti e di bassa ampiezza durante ritmo sinusale.

#### Tachicardie ad origine dalle cuspidi aortiche
In ordine di frequenza una TV può insorgere dalla cuspide aortica coronarica destra, sinistra e posteriore non coronarica. Il substrato è costituito da fibre miocardiche persistenti alla base di attacco delle cuspidi, infatti meno frequentemente si ritrovano alla base della cuspide posteriore, il cui tessuto fibroso è in continuità con l'anulus mitralico. Data la posizione più a destra e posteriore della valvola aortica rispetto al tratto di efflusso ventricolare destro, il QRS della TV presenta maggiore durata e maggiore ampiezza della R in V1 e V2: la durata della R rispetto al QRS è maggiore del 55% e l'ampiezza della R rispetto alla S è maggiore del 30%. Nelle derivazioni inferiori la R è alta con assenza di S. Se è presente una S in V5 o V6 l'origine è sottovalvolare, se la S è assente l'origine è presumibilmente sopravalvolare. Se l'origine è dalla cuspide coronarica destra si presenta una R di maggiore ampiezza in I, se l'origine è dalla cuspide coronarica sinistra vi è un QS o rS in I: in pazienti con cuore orizzontale può però prevalere in entrambi i casi un QRS positivo in I, mentre in pazienti con cuore verticale può prevalere un QRS negativo in entrambi i casi. Nei rari casi di origine dalla cuspide posteriore si nota una R in I. E stata identificata anche un'origine dalla giunzione tra cuspide coronarica destra e sinistra: l'aspetto del QRS è caratteristico con un complesso dentellato qrS di breve durata da V1 a V3.

#### Tachicardia ad origine epicardica
Rare, originano da fibre miocardiche giacenti vicino allo strato epicardio del ventricolo sinistro, lungo in decorso dei grossi vasiepicardici. Hanno prevalentemente un aspetto a blocco di branca sinistra, ma a volte l'attivazione del setto è opposta e compare un QRS a morfologia di blocco di branca destra. Caratteristicamente l'attivazione iniziale dei ventricoli è rallentata perché il fronte d'onda dall'epicardio deve raggiungere il sistema di conduzione di Purkinje; compare quindi un QRS inizialmente impastato con l'aspetto di un'onda delta (durata dell'onda pseudodelta maggiore di 34 ms), la durata della deflessione intrinseco ide è aumentata, la durata del QRS nelle precordiali è sempre maggiore di 120 ms. In realtà data l'ampiezza della superficie miocardica da cui l'aritmia può prendere origine le caratteristiche morfologiche dell'elettrocardiogramma presentano ampia sovrapposizione con le altre TVI destre e sinistre.

#### Tachicardie ad origine annulare tricuspidale e mitralica
Sono state descritte anche rare TV ad origine da foci intorno all'annulus mitralico e tricuspidale.
L'aspetto del QRS nell'origine mitralica è vario a causa dell'ampiezza della struttura. L'aspetto più frequente è il QRS a blocco di branca destro con differenti assi sul piano frontale. Può anche essere presente una iniziale onda pseudodelta. Può essere messa in relazione la polarità del QRS nelle derivazioni periferiche con la zona di origine lungo l'annulus mitralico.
L'aspetto del QRS nella TV ad insorgenza intorno all'annulus tricuspidale è variabile. Si può mettere in relazione con il sito di origine analizzando la durata del QRS e la presenza di dentellature nel complesso, la sede del complesso di transizione R/S e l'ampiezza dell'onda Q nelle precordiali. L'origine dalla parte settale dell'annulus sembra più frequente della parte corrispondente alla parete libera.

#### Tachicardie ad origine parahissiana
Rare. Sono descritte le seguenti caratteristiche elettrocardiografiche rispetto alla TV ad insorgenza dal tratto di efflusso del ventricolo destro: durata minore del QRS, un'alta R in I, una R in aVL, un QS in V1, onda R più ampia in II che in III, ampiezza della R minore nelle derivazioni inferiori. La morfologia è in relazione con la posizione del fascio di His inferiore e a sinistra del tratto di efflusso ventricolare destro.

## Tachicardia ventricolare fascicolare (verapamil-sensibile)
Si tratta di tachicardie ventricolari monomorfe sostenute o non sostenute, ad origine dai fascicoli anteriore e posteriore sinistri del sistema di conduzione del cuore. Un rapido potenziale di Purkinje può essere registrato in diastole durante la TV nel sito di più precoce attivazione ventricolare.

### Meccanismo fisiopatologico
Il meccanismo è differente rispetto alle tachicardie ventricolari adenosina-sensibili. L'aritmia è mediata infatti da un circuito di rientro a livello dei fascicoli. A riprova di questo la tachicardia fascicolare è inducibile con stimolazione elettrica programmata, presenta il fenomeno dell'entrainment; inoltre è dimostrabile una relazione inversa tra l'intervallo di accoppiamento dell'extrastimolo (o della lunghezza del ciclo del pacing) che la induce e l'intervallo del ciclo del primo battito della TV.
La sensibilità al verapamil (un calcio-antagonista non idropiridinico) è stata identificata da Belhassen fin dal 1981. Questo farmaco è efficace sia nel trattamento in acuto sia nella prevenzione dell'aritmia.
Le altre caratteristiche della tachicardia ventricolare fascicolare erano già state identificate da Zipes nel 1979:
- la morfologia a blocco di branca destra con asse superiore sinistro o inferiore destro sul piano frontale (a seconda se l'origine è dal fascicolo anteriore o posteriore). La forma ad origine dal fascicolo anteriore è più rara.
- l'inducibilità anche con pacing atriale
- l'assenza di cardiopatia strutturale.

### Aspetto elettrocardiografico
L'elettrocardiogramma presenta un QRS a blocco di branca destra con emiblocco anteriore sinistro o posteriore sinistro (5-10% dei casi). La durata del QRS è di 140 ms. La frequenza va da 150 a 200 bpm (con estremi da 120 a 250 bpm).

### Clinica
Rappresenta il 10-15% di tutte le tachicardie ventricolari idiopatiche. L'aritmia insorge di solito in età più giovanile, dai 15 ai 40 anni (rara dopo i 55 anni). Più frequente negli uomini. Può insorgere a riposo, ma anche durante esercizio o nella fase di recupero dell'esercizio, o durante stress emotivi. E quindi sensibile alle catecolammine.
I sintomi sono palpitazioni o episodi prelipotimici, che possono diventare debilitanti. 
A volte può diventare incessante. Nel caso di episodi frequenti e molto prolungati (anche con durata di ore o giorni) può dare origine a una cardiomiopatia tachicardia-mediata in genere reversibile. A volte può esserci remissione spontanea. La prognosi è ottima, la morte improvvisa è rara.

### Elettrofisiologia
Il substrato dell'aritmia sembra essere un piccolo circuito di macrorientro. La branca anterograda del circuito sarebbe rappresentata da fibre di Purkinje anomale, isolate dal resto del miocardio, poste vicino al fascicolo posteriore, con conduzione lenta e decrementale (dovuta a rallentamento della corrente di entrata del calcio nelle cellule) e sensibilità al verapamil. Da esse vengono registrati i potenziali tardivi diastolici del setto medio. La branca retrograda del rientro sarebbe rappresentata dal fascicolo posteriore. Il sito di uscita dell'attivazione sarebbe localizzato nella parte infero-posteriore del setto, vicino all'apice del ventricolo sinistro, quindi nella sede del fascicolo posteriore.
Il verapamil non è sempre sufficiente a prevenire gli episodi. L'ablazione è da prendere in considerazione in caso di refrattarietà o intolleranza dei farmaci e se l'aritmia diventi invalidante. L'efficacia è intorno al 90%.

## Terapia delle Tachicardie ventricolari idiopatiche
In linea generale il trattamento è indicato se le aritmie determinano sintomi (palpitazioni, vertigini, sincopi) o si presentano a frequenza molto elevata o di lunga durata o sono incessanti o causano disfunzione ventricolare sinistra. La terapia può essere
- Farmacologica: quasi tutti i farmaci antiaritmici sono stati utilizzati, in particolare i betabloccanti e calcioantagonisti non idropiridinici (verapamil). Sono usati anche gli antiaritmici di classe I (mexiletina), di classe IC (propafenone, flecainide), di classe III (sotalolo, amiodarone), più efficaci, ma gravati di maggiori effetti collaterali e pro aritmici.
- Invasiva: in caso di TVI fortemente sintomatiche e resistenti ai farmaci è indicata l'ablazione transcatetere con radiofrequenza. Il successo è relativamente elevato, ma la procedura può essere ostacolata dalla non inducibilità dell'aritmia, dalla difficoltà di mappaggio del sito di origine e dalla difficoltà di contatto del catetere ablatore in siti meno favorevoli.